# Ozera (obwód kijowski)
Ozera (ukr. Озера) – wieś na Ukrainie, w obwodzie kijowskim, w rejonie buczańskim, w hromadzie Hostomel. W 2001 liczyła 819 mieszkańców.